# Palazzo della Banca d'Italia (Salerno)
Il Palazzo della Banca d'Italia è un edificio storico di Salerno situato nel centro della città, in corso Vittorio Emanuele II.

## Storia e Architettura
Il progetto per la costruzione della nuova sede della Banca d'Italia fu presentato dall'allora direttore locale, Vincenzo Pedale, nell'agosto del 1928. Il progetto fu redatto dall'Ufficio Tecnico dell'Istituto bancario diretto dall'ingegnere Paolo Cortese. 
L'edificio doveva sorgere su un'area al Corso Vittorio Emanuele sviluppandosi su quattro livelli, tre fuori terra ed uno seminterrato, destinato a deposito ed archivi. Il piano rialzato, che comprendeva anche due ali laterali, era destinato al pubblico con una grande sale centrale e gli uffici di servizio intorno; i piani superiori, invece, erano adibiti ad uffici ed il primo fruiva anche degli spazi aperti dei terrazzi di copertura dei due corpi laterali. 
I lavori di costruzione vennero portati a termine in quasi tre anni e l'edificio fu inaugurato l'8 febbraio 1931. L'edificio, che ancora oggi è sede della Banca d'Italia, segue ecletticamente il modello basilare del palazzo cinquecentesco romano, riducendo gran parte del programma architettonico ai valori di facciata; pianoterra bugnato a campitura liscia per i piani superiori fino al cornicione, file regolari di finestre incorniciate e timpanate, spigoli dell'edificio sottolineati da bugnatura d'angolo. L'edificio sembra ispirarsi a quel filone eclettico ottocentesco che, soprattutto nella capitale, aveva trovato nel palazzo rinascimentale quel modello rispondente alle esigenze "laiche" dell'architettura. In particolare nella Cassa di Risparmio in piazza Sciarra a Roma, opera del napoletano Antonio Cipolla, si potrebbe individuare il modello di questo edificio salernitano.